# Liste der Baudenkmäler in Hunderdorf

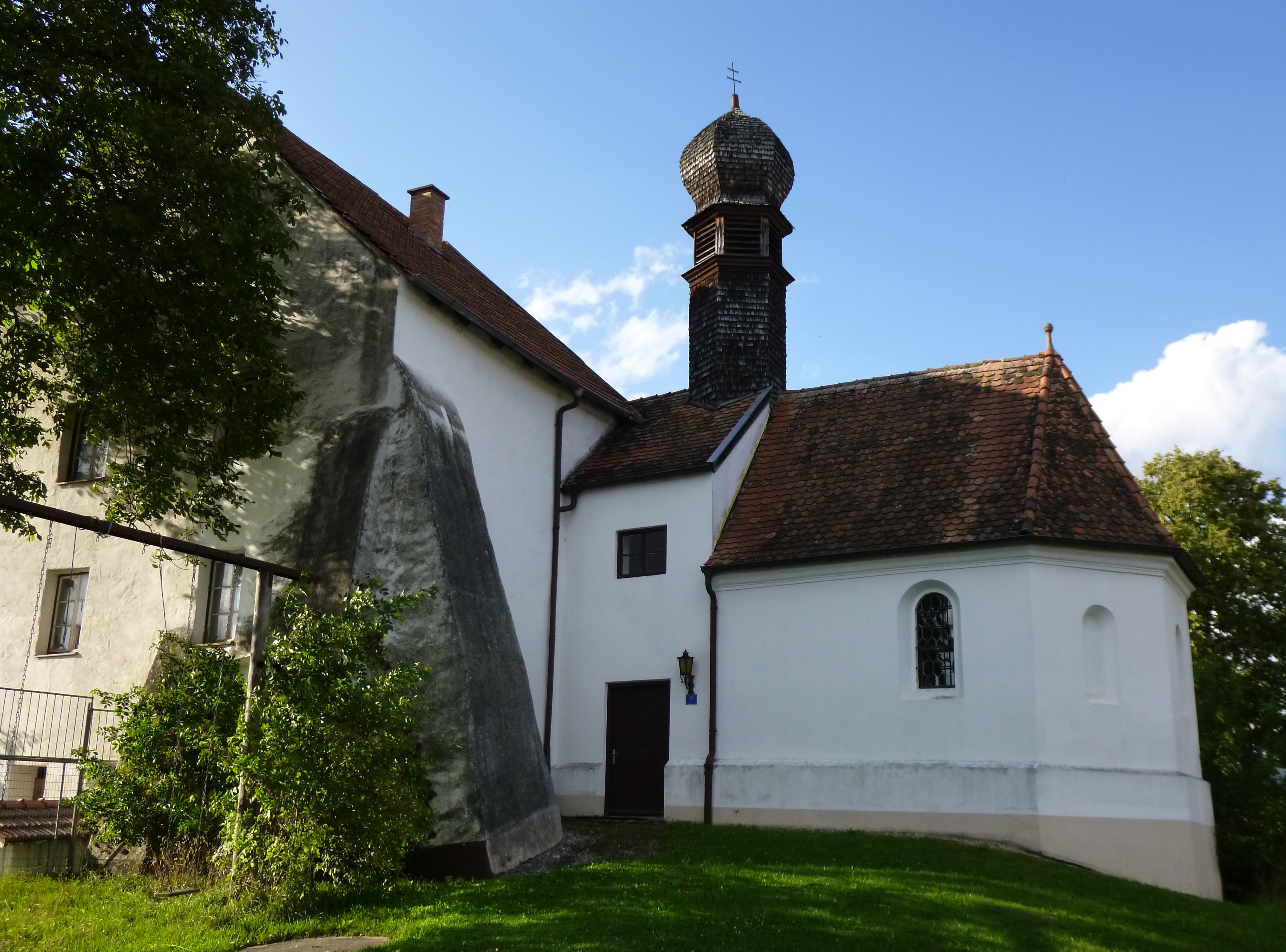
Schloss-Kapelle St. Valentin

Auf dieser Seite sind die Baudenkmäler in der niederbayerischen Gemeinde Hunderdorf zusammengestellt. Diese Tabelle ist eine Teilliste der Liste der Baudenkmäler in Bayern. Grundlage ist die Bayerische Denkmalliste, die auf Basis des Bayerischen Denkmalschutzgesetzes vom 1. Oktober 1973 erstmals erstellt wurde und seither durch das Bayerische Landesamt für Denkmalpflege geführt wird. Die folgenden Angaben ersetzen nicht die rechtsverbindliche Auskunft der Denkmalschutzbehörde.

## Baudenkmäler nach Ortsteilen

### Hunderdorf
| Lage                            | Objekt                                            | Beschreibung | Akten-Nr.             | Bild               |
| ------------------------------- | ------------------------------------------------- | --- | --------------------- | ------------------ |
| Hauptstraße 20 (Standort)       | Wohnhaus                                          | Verputzter Obergeschoss-Blockbau, mit rechteckigem Durchgang zum ehemaligen Friedhof, im Kern 18. Jahrhundert | D-2-78-139-1 Wikidata | Wohnhaus           |
| Kirchgasse 4 (Standort)         | Katholische Pfarrkirche St. Nikolaus              | Neubau, um 1930/40; mit Ausstattung | D-2-78-139-3 Wikidata | weitere Bilder     |
| Nähe Hauptstraße (Standort)     | Ehemaliger Friedhof mit Friedhofskapelle St. Anna | Angelegt wohl im 17./18. Jahrhundert, der Friedhof aufgelassen in der Mitte des 20. Jahrhunderts, die Friedhofskapelle des 18. Jahrhunderts zurzeit als Leichenhaus verwendet An der Friedhofskapelle Epitaphien, 19. Jahrhundert; zugehörig Haus Nummer 20 | D-2-78-139-2 Wikidata | BW                 |
| Windberger Straße 21 (Standort) | Hierzu Traidkasten                                | Obergeschoss-Blockbau, Mitte 19. Jahrhundert | D-2-78-139-4 Wikidata | Hierzu Traidkasten |
| Windberger Straße 22 (Standort) | Bauernhaus                                        | Mit Blockbau-Obergeschoss, Ende 18. Jahrhundert | D-2-78-139-5 Wikidata | BW                 |
| Friedensstraße 36 (Standort)    | Evangelische Friedenskirche                       | Ev.-Luth. Friedenskirche, achteckiger Kirchenraum mit steilem Holzschindelzeltdach; mit Ausstattung; südöstlich anschließend erdgeschossiger Flachdachbau mit Mesnerwohnung und Eingangsbereich zur Kirche, Fassaden verschindelt; daran angebaut Glockenträger, Betonskelettbau mit verschindelten Schallöffnungen; von Franz Lichtblau und Ludwig J. N. Bauer, 1963/64. | D-2-78-139-28         | weitere Bilder     |

### Au vorm Wald
| Lage                                        | Objekt    | Beschreibung | Akten-Nr.             | Bild           |
| ------------------------------------------- | --------- | --- | --------------------- | -------------- |
| Au vorm Wald 11 (Standort)                  | Kleinhaus | Ehemals geständerter Obergeschoss-Blockbau, erste Hälfte 19. Jahrhundert | D-2-78-139-7 Wikidata | Kleinhaus      |
| Au vorm Wald 44; Au vorm Wald 46 (Standort) | Schloss   | Ehemalige Wasserschlossanlage, zwei parallele Flügel, Durchfahrt von Süden zum Hof, 16./17. Jahrhundert Katholische Schlosskapelle St. Valentin, im Kern spätgotisch, barockisiert; mit Ausstattung | D-2-78-139-6 Wikidata | weitere Bilder |

### Ellaberg
| Lage                  | Objekt                         | Beschreibung        | Akten-Nr.             | Bild |
| --------------------- | ------------------------------ | ------------------- | --------------------- | ---- |
| Ellaberg 4 (Standort) | Zugehöriger stattlicher Stadel | Bezeichnet mit 1753 | D-2-78-139-8 Wikidata | BW   |

### Gaishausen
| Lage                     | Objekt                | Beschreibung                                                                                   | Akten-Nr.              | Bild                  |
| ------------------------ | --------------------- | ---------------------------------------------------------------------------------------------- | ---------------------- | --------------------- |
| Gaishausen 2 (Standort)  | Bauernhaus            | Hakenförmig, Kniestock und Giebel in Blockbau, Giebelstangenschrot, 2. Viertel 19. Jahrhundert | D-2-78-139-13 Wikidata | BW                    |
| Gaishausen 8 (Standort)  | Waldlerhaus           | Übertünchter Blockbau mit modern verschaltem Vordach, Kern 1. Hälfte 18. Jahrhundert           | D-2-78-139-12 Wikidata | Waldlerhaus           |
| Gaishausen 17 (Standort) | Bauernhaus            | Mit Blockbauobergeschoss und umlaufendem Bretterschrot, 2. Viertel 19. Jahrhundert             | D-2-78-139-10 Wikidata | BW                    |
| Gaishausen 24 (Standort) | Bauernhaus            | Obergeschoss in Blockbau mit Giebelschrot, 18./19. Jahrhundert                                 | D-2-78-139-9 Wikidata  | BW                    |
| Gaishausen 30 (Standort) | Kapellenausstattung   | Alte Ausstattung der modernen Kapelle                                                          | D-2-78-139-14 Wikidata | weitere Bilder        |
| Gaishausen 32 (Standort) | Ehemaliges Bauernhaus | Eineinhalbgeschossiger Blockbau mit Giebelschrot, 2. Viertel 19. Jahrhundert                   | D-2-78-139-11 Wikidata | Ehemaliges Bauernhaus |

### Hofdorf
| Lage                       | Objekt                              | Beschreibung                | Akten-Nr.              | Bild           |
| -------------------------- | ----------------------------------- | --------------------------- | ---------------------- | -------------- |
| Am Fußweg nach Windberg () | Bildstock                           | Granit, 18. Jahrhundert     | D-2-78-139-18 Wikidata |                |
| Südwestlich des Dorfes ()  | Bildstock                           | Granit, bezeichnet mit 1701 | D-2-78-139-17 Wikidata |                |
| Hofdorf 2 (Standort)       | Katholische Filialkirche St. Edigna | 1701; mit Ausstattung       | D-2-78-139-15 Wikidata | weitere Bilder |

### Rammersberg
| Lage                        | Objekt      | Beschreibung                                                          | Akten-Nr.              | Bild        |
| --------------------------- | ----------- | --------------------------------------------------------------------- | ---------------------- | ----------- |
| Nähe Rammersberg (Standort) | Feldkapelle | Wohl 2. Hälfte 18. Jahrhundert; mit Ausstattung; östlich über dem Ort | D-2-78-139-19 Wikidata | Feldkapelle |

### Riglberg
| Lage                  | Objekt        | Beschreibung                                                                | Akten-Nr.              | Bild |
| --------------------- | ------------- | --------------------------------------------------------------------------- | ---------------------- | ---- |
| Riglberg 1 (Standort) | Wohnstallhaus | Mit Kniestock und Giebel in Blockbau, Stangenschrot, Anfang 19. Jahrhundert | D-2-78-139-20 Wikidata | BW   |

### Schafberg
| Lage                    | Objekt      | Beschreibung                                             | Akten-Nr.              | Bild |
| ----------------------- | ----------- | -------------------------------------------------------- | ---------------------- | ---- |
| Schafberg 39 (Standort) | Einfirsthof | Obergeschoss-Blockbau Mitte 19. Jahrhundert, Dach später | D-2-78-139-21 Wikidata | BW   |

### Sollach
| Lage                    | Objekt              | Beschreibung                                 | Akten-Nr.              | Bild           |
| ----------------------- | ------------------- | -------------------------------------------- | ---------------------- | -------------- |
| Nähe Sollach (Standort) | Kapellenausstattung | Alte Ausstattung der 1925 erneuerten Kapelle | D-2-78-139-22 Wikidata | weitere Bilder |

### Steinburg
| Lage                                  | Objekt                                       | Beschreibung | Akten-Nr.              | Bild                                         |
| ------------------------------------- | -------------------------------------------- | --- | ---------------------- | -------------------------------------------- |
| Steinburg 21 (Standort)               | Einfirsthof                                  | Obergeschoss in Blockbau, Mitte 19. Jahrhundert | D-2-78-139-25 Wikidata | Einfirsthof                                  |
| Steinburg 28 (Standort)               | Bauernhaus                                   | Rest des Wohnteils mit verschaltem Vordach und Schrot, im Kern Anfang 19. Jahrhundert | D-2-78-139-24 Wikidata | Bauernhaus                                   |
| Steinburg 34; Steinburg 33 (Standort) | Schloss                                      | Offene Vierflügelanlage, in der Nordostecke ehemalige Stallung, barock, 1821 als Kapelle eingerichtet; mit Ausstattung Herrenhaus an der Südwestseite, Walmdachbau von 1825 Ehemaliges Försterhaus im Südosten, um 1825 Torbau, Futtermauern und gepflasterte Auffahrtsrampe von Westen her, 18. und Mitte 19. Jahrhundert | D-2-78-139-23 Wikidata | weitere Bilder                               |
| An der Bogenbachbrücke (Standort)     | Steinfigur des heiligen Johannes von Nepomuk | Um 1740 | D-2-78-139-26 Wikidata | Steinfigur des heiligen Johannes von Nepomuk |